# Pornhub
Pornhub是一个成人网站，2007年在加拿大蒙特利尔成立，服務分享遍及全球，截至2022年10月，Pornhub是全球第12大访问量网站，也是仅次于XVideos的第二大成人网站，被视为“色情 2.0”的先驱，在Alexa上最高时曾跻身前30位。用户可以免费观看该网站上的色情视频，也可以将自己手中色情视频资源上傳到该网站上（2020年末改為必須經過網站驗證通過才能上傳）。此外，也有许多第三方视频内容制作商会上传部分自己制作的“专业”色情视频内容到这家网站上。Pornhub則通過廣告和收費视频盈利。Pornhub在英国伦敦、美国加利福尼亚州旧金山、美国得克萨斯州休斯敦以及美国路易斯安那州新奥尔良均有分部和服务器。2010年3月Pornhub被MindGeek收購，MindGeek同时拥有许多其他的色情网站。Pornhub在很多国家受到管制。2010年，Pornhub和其旗下的YouPorn、RedTube等同类网站组成全球最大的色情视频联盟。

## 歷史

### 观众
自2009年以來，世界上三大色情网站分别为 RedTube、YouPorn和Pornhub，它们的总访问量约为一亿人次。

### 侵犯版权
2010年，Pornhub的拥有者Mansef、Interhub公司被色情影视制作公司Pink Visual的子公司Ventura Content起诉，理由是Pornhub网站上的95个录像侵犯了Ventura Content的版权。同时被起诉的色情影片分享网站还包括  Keezmovies、Extremetube和Tube8。根据Ventura Content提供的资料，45个视频被播放了“几千万次”。Ventura Content声称盗版威胁“整个成人娱乐行业”。诸如Pornhub之类的色情2.0网站对于传统付费色情网站，色情杂志和色情DVD构成了不小的威胁和竞争。

### 乳癌筹款
2012年10月网站发动了一个名叫“拯救乳房！”的针对乳癌认识与科研的慈善筹款活动。观众每观看30个大乳房或者小乳房视频，网站就会向乳癌研究机构捐献一分钱。

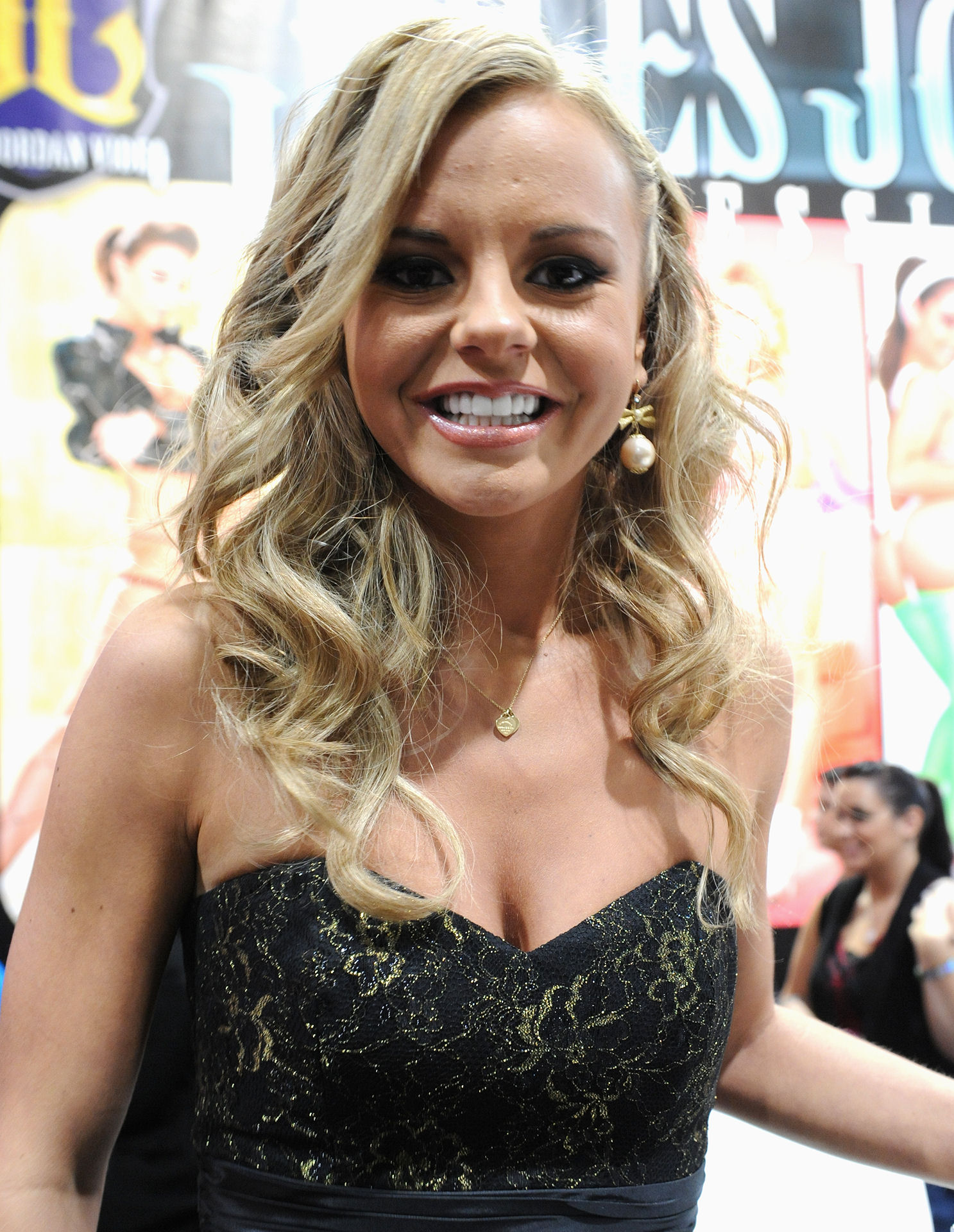
布莉·歐森宣傳 Pornhub 的乳癌宣傳運動

在Susan G. Komen基金会拒绝Pornhub的捐款以后，Pornhub宣布它们将会寻找其它的乳癌慈善基金会作为受益者。Pornhub最终捐献了75000美元给包括Eileen Stein Jacoby 基金会和癌症Sucks公司等各类慈善机构。

### 推出男男同性色情片平台
2016年，Pornhub宣佈聯手全球最大的男同志網站Visual Reality Gay，推出世界上第一個 VR（虛擬實境）男男同性色情片平台。屆時Pornhub將會向用戶免費提供身臨其境的VR男男同性色情片，觀眾可以透過市面上大部分的VR頭盔來觀看影片。

### 臉部辨識系統
Pornhub 宣佈預計於2018年推出辨識系統，系統將自動辨識影片內的演員，並將之分門別類。

### 優待特殊地區居民
2018年，Pornhub指出部份地區的居民往往因為具有特殊意味的地名而被取笑。為了彌補他們，Pornhub將免費讓居民升級為「Pornhub Premium」高級會員，終身享有免費觀賞高畫質影片成人影片的資格。此外，Pornhub亦稱，若自認居住地名有性意味卻不在公布名單內者，可在推特或Instagram分享標籤#PremiumPlaces，通過審核後便可獲得認證，與前述地區享有相同的終身免費高級會員資格。

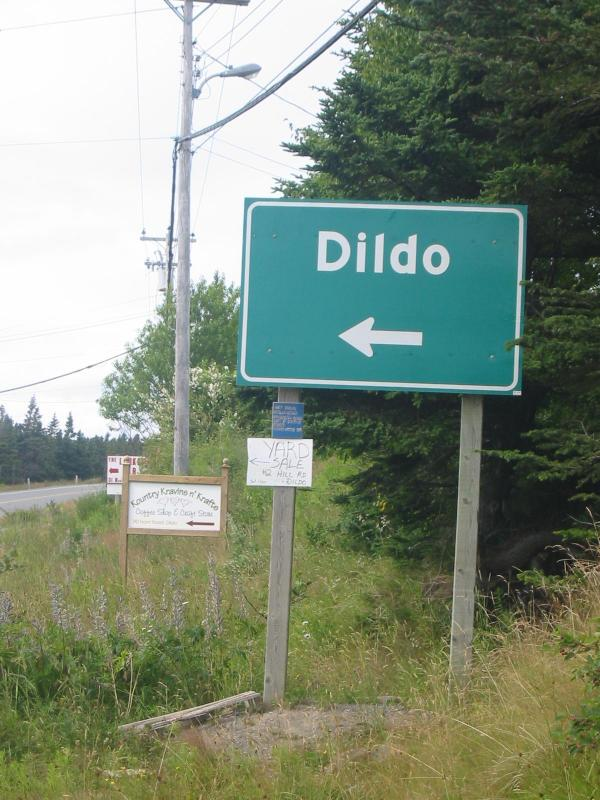
加拿大的迪尔多鎮，具有假陽具之意。

## Pornhub獎
首屆 Pornhub 獎於2018年9月6日在洛杉磯貝拉斯科劇院舉行。而肯伊·威斯特為活動創意總監。在活動中，威斯特播映他的新歌曲「我愛它（I Love It ）」的音樂錄影帶。第二屆年度演出於2019年10月11日在洛杉磯的奧芬劇院舉行，壞痞兔成為活動的頭條新聞。

Pornhub 獎標誌

## 審查
2011年欧洲宽带提供商TalkTalk集团（旧名 Tiscali）由于未能有效的封锁Pornhub而被批评逾一星期，理由是关于儿童網路安全的话题。
《赫芬顿邮报》声称自从2013年：“哥伦比亚广播公司拒绝在第四十七屆超級盃期间播放成人网站Pornhub的短篇广告。广告长20秒，只描述了一对老年夫妻坐在公园的长板凳上，广告里没有任何露骨的内容。”被拒的理由是美国联邦通信委员会可能会以哥伦比亚广播公司赞助色情内容为理由让其负法律责任。
自2013年9月起，该网站在中国大陸被防火长城屏蔽。
2014年3月12日，俄罗斯以一演员看上去过於年轻而导致部分观看者认为是未成年人的理由封禁 Pornhub。2016年9月，由于“向儿童传播有害信息”，Pornhub在俄罗斯被屏蔽，在指定观看用户年龄后，于2017年4月恢复。Pornhub 在之后要求来自俄罗斯的用户提供手机号码或护照以登录。
2017年1月，菲律宾以违反《反儿童色情保护法》为由，屏蔽Pornhub和其他色情网站。
2019年2月11日起，韩国以“打击非法色情，保护青少年健康成长”等理由屏蔽Pornhub，並采用了SNI阻断技术，韩国用户需要使用VPN等软件来绕过封锁。目前网站仍未解封。
2020年11月，泰国政府封锁了Pornhub等色情网站。
2023年5月，受美国犹他州新通過的一项法律影響，犹他州居民無法訪問PornHub。
2024年2月，美国德克萨斯州的总检察长起诉Pornhub，指控其不遵守该州的法定年龄验证法，该法律通常要求通过使用身份证件进行年龄验证。截至2024年3月，Pornhub因此事件已阻止在德克萨斯州的访问。
2025年6月，法国通过一项法律，要求色情网站使用身份证或信用卡，以防止未成年人访问网站。此后，Pornhub 在法国停用。网站原址上出现了一张“自由引导人民”的图片，以及一条抗议该法律的文字：“你们的政府建议每次访问我们的网站都要检查你的年龄——这太疯狂了，对吧？”
2025年7月，英国2023年《网络安全法》要求对Pornhub和其他色情网站进行强制年龄验证。Pornhub表示将遵守该法规。

## 争议
2020年12月，紐約時報專欄作家纪思道发布文章《被Pornhub毁掉的孩子们》，批評Pornhub網站含有大量强奸、偷拍、种族主义、厌女、虐待等內容的视频。紀思道稱，在Pornhub上搜尋「未滿18歲的女孩」或「14歲」，搜尋結果都能得到超過10萬條影片，但「大多數影片並非性侵兒童」。Mastercard、Visa、PayPal認定Pornhub上有違法內容，宣布暫停與Pornhub合作，导致Pornhub用戶付款方式一度只剩虚拟货币。Lalia Mickelwait发起了一项请愿“Trafficking hub”，要求关闭Pornhub并追究公司高管的责任。目前该请愿已有216万人参与。
Pornhub立即發布聲明，从2021年开始，用戶上传视频前必須完成身份验证，以便網站对违规内容的追责，並且网站上只會保留經Pornhub驗證的内容合作伙伴上传的视频，且視頻內的人員必須為合作夥伴的模特，未经验证的用户自行上传的视频将被删除；同時從聲明發布的時刻起，基本上所有網站上的免費视频都無法下载。另外，Pornhub将組建Red Team团队，审查網站上潜在的违法内容。